# Црква брвнара у Врби
Црква брвнара у Врби, насељу у општини Краљево, подигнута је око 1831. године и на списку је заштићених непокретних културних добара као споменик културе.
Црква брвнара је посвећена Преносу моштију Светог Николе и сматра се да су је подигли домаћи мајстори и народ овог краја, тако да је веома једноставна, без много декорације и не показује спретност градитеља.

## Изглед
Црква у Врби је постављена на камене темеље, правоугаоног је облика са лучном олтарском апсидом. Зидови су од масовних храстових талпи, које су са унутрашње стране обложене трском и омалтерисане. Иначе талпе нису на уобичајен начин ућерпене, већ су низане у диреке. Таваница је од шашоваца благо засведена. Кров је малог нагиба са широким стрехама, покривен ћерамидом. У неизмењеном облику сачувана су јужна врата са лучним завршетком и геометријским украсима од накивених летвица.